# WZT-4 (vehículo de ingenieros)
El WZT-4 (en polaco: Wóz Zabezpieczenia Technicznego-4, Vehículo de Recuperación e Ingenieros-4), es un vehículo de ingenieros similar al BREM soviético/ruso, tanto en funciones como en equipamiento; desarrollado sobre la base de un chasis del PT-91 altamente modificado, con el fin de ser usado como un vehículo para los ingenieros militares.
Se conoce que al menos Polonia y Malasia son sus operadores actuales, y que en la India posiblemente se fabricará bajo licencia.

## Historia
Cuando el T-72 entró en el servicio del Ejército de Polonia en 1978, la necesidad de un nuevo ARV hizo su aparición seguidamente. Se solicitó que un casco de un T-72M se usara como la base de dicho vehículo. El Instituto Militar de Tecnologías de Automotores y blindajes (en polaco: Wojskowy Instytut Techniki Pancernej i Samochodowej) de la ciudad de Sulejówek apuntó a que dados los requerimientos para dicho vehículo le fuesen asignados para que se le diese el encargo de las adaptaciones, y que la Planta de Investigación y Desarrollo de Dispositivos Mecánicos (en polaco: Ośrodek Badawczo-Rozwojowy Urządzeń Mechanicznych) en la ciudad de Gliwice produjese los primeros dos prototipos bajo las premisas del programa de desarrollo Bizon (Bisón). Las pruebas y ensayos se llevaron a cabo desde 1986 hasta 1988, y después de aprobar con éxito los requisitos se aceptó inmediatamente en el servicio activo en el Ejército de Polonia. Durante un corto tiempo la producción era de una 20 unidades, hasta que un tiempo después se llevaron estudios a cabo sobre las capacidades del chasis del PT-91, que siendo similar al del T-72M1 era algo que ya se producía localmente y sin necesidad de pedirle permiso a Rusia para su producción; y así se decide que los vehículos en servicio y los que se encontraban en fabricación se actualizarían/modificarán desde el 2005 al estándar WZT-4, dejándose de lado el estándar WZT-3M.
Luego, en vista de las "reducidas" capacidades del modelo ya citado (el WZT-3M), se decide el crear sobre la base de éste un vehículo de ingenieros basado en un blindado de desarrollo local: el PT-91, y se le dota de una motorización más potente (con 1000hp de fuerza), una unidad auxiliar de poder de mayor capacidad y que le permitirá a las tripulaciones el operar sin depender del motor principal las unidades de soldadura (APU Kobra), aparte; se ha hecho énfasis en incrementar su capacidad de carga por medioo de la grúa (de 250 kN a cerca o más de 400 kN), dejando de lado el "muy bajo" desempeño anterior según sus constructores y mostrando hasta donde se puede llegar usando el chasis del Twardy.

## Equipos
En su equipamiento estándar el WZT-4 dispone de miras similares a las del carro de combate en el
que se basa, pudiendo dar incluso información sobre blancos que le lleguen a rodear.

### Armamento y miras
A las armas instaladas en el modelo anterior se les dio un reemplazo de manera total, a las previamente usadas, que eran modelos de procedencia soviética; se les cambia por modelos de similares prestacioones, pero esta vez en acuerdo a los estándares de la OTAN. Por ejemplo, la ametralladora PKT se reemplazó por la UKM-2000 afuste de 10 tubos lanzagranadas de humo fijos del calibre 81 mm; sus únicos medios de defensa frente a otros blindados. Sus tripulantes cuentan con dispositivos de visión y miras de modelo soviético, hechos localmente bajo licencia, los cuales son el PO-6 (Aparato de visión adicional), TNP-165A (Aparato de visión adicional), TNPA-65 (Aparato de visión del comandante), TNPO-160 (Aparato de visión adicional del comandante), y el TNPO-168W (Aparato de visión del conductor); ya que sus puestos son totalmente sellados en el momento de la operación.

### Motorización
El paquete de motorización ES350 ahora incorpora un motor de la referencia S1000R, y el cual consta de una transmisión semiautomática (ESM-350), y de un motor de 12 cilindros policarburante del modelo ahora de producción local, el S1000R; que en su uso normal se alimenta de combustible diésel, y junto a una unidad adicional de poder (APU Cobra) para labores auxiliares, son los que le otorgan al blindado en cuestión una fuerza motriz de más de 1050 HP, para halar de tanques y otros vehículos varados y/o atrapados en lodazales y bancos de arena, permitiéndole inclusive el trabajar los equipos de soldadura sin necesidad de encender el motor principal, una de sus debilidades heredadas del modelo anterior.

## Usuarios
- Polonia

9 Unidades, en pruebas.
- Malasia.[8]

Entre 10 a 14 unidades, sin información oficial que lo confirme.

### Desarrollos relacionados
- T-55
- T-72
- BREM
- BREM-80U

### Artículos similares
- M88 Armored Recovering Vehicle
- WZT-1
- WZT-2
- WZT-3
- VIU-55 Munja
- BREM-1
- BREM-84 Atlet